# Богородица Васпитање
Икона Богородице „Васпитање“ је древна византијска икона Пресвете Богородице, поштована као чудотворна у Руској православној цркви. Копија иконе (такође се сматра чудотворном) чува се у Саборној цркви Казанске иконе Богородице на Црвеном тргу у Москви. 
Православна црква прославља Богородицу Васпитање 5. (18.) марта.
Ова слика припада иконама Пресвете Богородице типа „Одигитрија“. Време појављивања иконе у Русији је непознато. До 1917. године чувала се у Казанској саборној цркви на Црвеном тргу у Москви. Након уништења саборне цркве, икона је изгубљена и тренутно се копија иконе поштује у новоизграђеној цркви.
На икони је приказана Богородица са дететом који седи на њеној левој руци. Његова рука (на неким копијама иконе је лева рука, на другим - десна) пружена је ка лицу Богородице.
Назив иконе сугерише да се испред слике родитељи моле за своју децу, тражећи дар мудрости, разума и заштите.